# Ban công

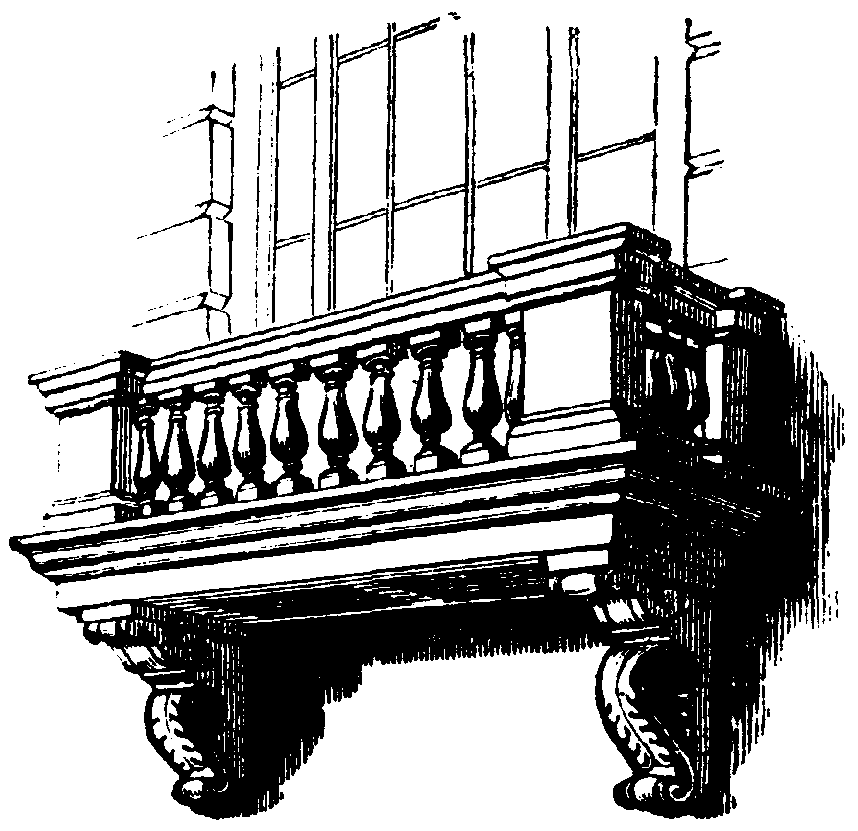
Một ban công

Ban công (tiếng Pháp: balcon /balkɔ̃/) là một kiến trúc trong ngôi nhà hay tòa nhà là một không gian theo chiều ngang được nhô ra và nối liền với một bức tường trước một cánh cửa và thường có gắn lan can an toàn. Ban công thông thường được xây từ tầng hai trở lên. Nó là phần nhô ra ngoài tầng gác, có lan can và có cửa thông vào phòng.
Ngược với ban công là lô gia.

## Đặc điểm
Theo truyền thống người Malta thì ban công là một ban công đóng bằng gỗ nhô ra từ một bức tường. Ngược lại, một "ban công Juliet" không nhô ra khỏi tòa nhà mà nó thường là một phần của một tầng trên với một lan can ở phía trước. Ban công hiện đại thường liên quan đến một hàng rào kim loại được đặt ở phía trước của một cửa sổ cao, có thể được mở. Ban công Juliet được đặt tên sau khi Juliet của đại văn hào Shakespeare sau được dựng thành vở kịch Romeo và Juliet, theo đó Romeo đang ve vãn và tỏ tình với Juliet và trong một đêm ánh trăng lãng mạn, anh này đã trèo lên ban công nơi Juliet đang đứng sẵn và hôn cô này.

## Thiết kế

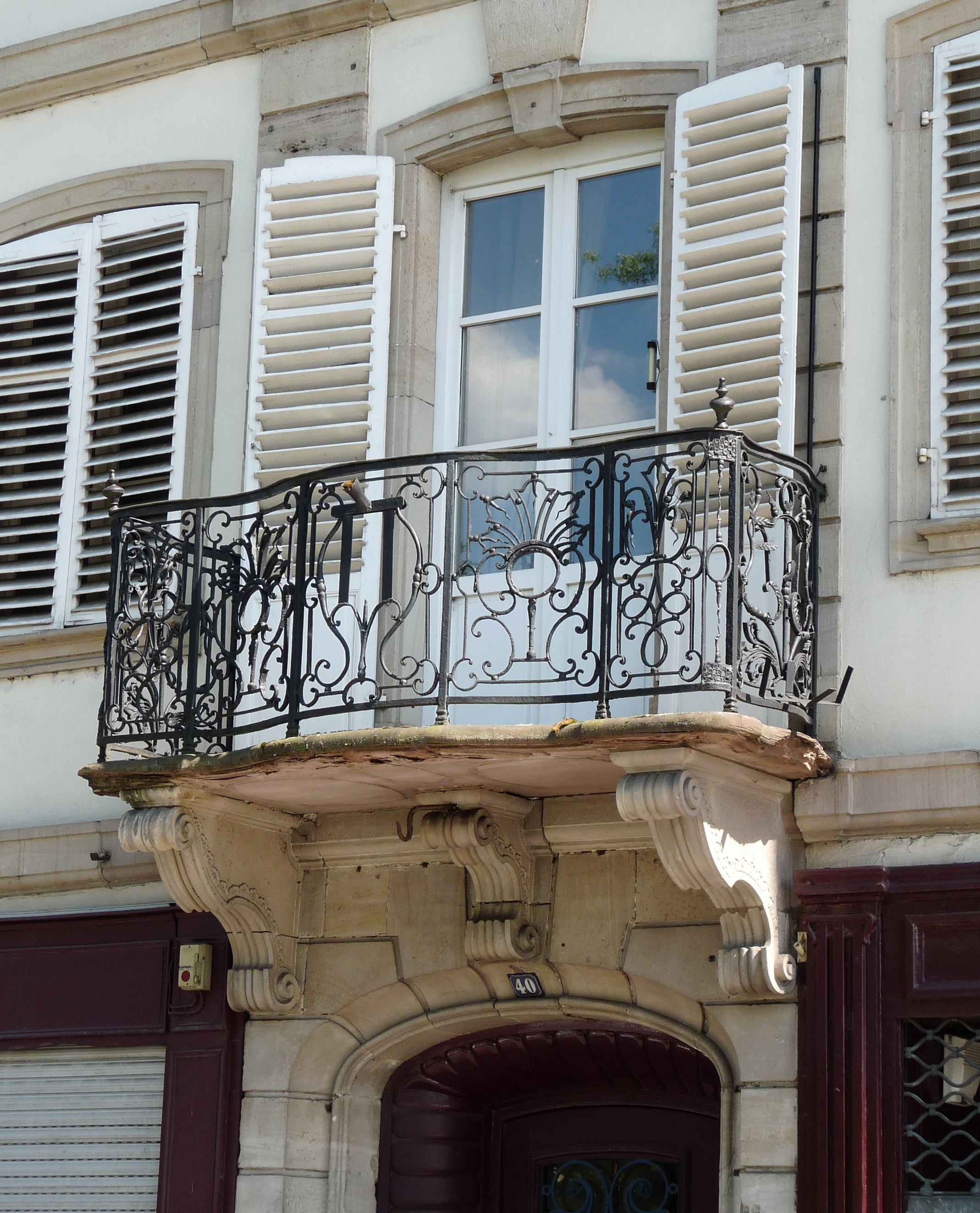
Một ban công kiểu Pháp

Hình thức chung của ngôi nhà là yếu tố quyết định đến hình thức của ban công. Với những ngôi nhà được thiết kế theo phong cách châu Âu cổ thì ban công thường được điểm thêm những hoạ tiết trang trí với những gờ, phào, chỉ cầu kỳ. Lan can có thể bằng thép uốn tạo độ cong và sử dụng hoa sắt với nhiều chi tiết tỉ mỉ làm hoạ tiết trang trí.
Với những ngôi nhà mang phong cách kiến trúc hiện đại, ban công được thiết kế đơn giản hơn với những cách phối màu thích hợp để tạo điểm nhấn cho ngoại thất công trình. Hình thức lan can có thể xây gạch đặc hoặc là những chấn song bằng thép hoặc inox. Ngoài ra có thể sử dụng những vật liệu mới như kính hoặc gỗ cũng là một cách trang trí tạo nên một phong cách độc đáo cho ngôi nhà thêm sang trọng. Hoạ tiết cho ban công thường được gia chủ đặt thiết kế đồng bộ với các hoạ tiết của cửa sổ, cầu thang.
Thông số tiêu chuẩn tham khảo về độ cao lan can là từ 1,1 m trở lên; khoảng cách giữa các thanh gióng của lan can cũng không được quá 10 cm. Với những gia đình có con nhỏ, không nên sử dụng lan can là những chấn song nằm ngang, trẻ có thể leo trèo rất nguy hiểm.

## Chức năng
- Dùng cho mục đích nghi lễ, ví dụ như Giáo hoàng hay một số chính khách thường đứng ở ban công để vẫy chào đám đông, những người yêu mến hay ủng hộ cho họ.
- Thư giãn, giải trí, hóng gió: Một số ban công có đặt các chậu cây xanh và trang trí đẹp sẽ là nơi thư giãn, ngắm trăng, ngắm cảnh....
- Là nơi để biểu diễn trong các nhà hát, sân khấu.

## Hình ảnh nghệ thuật

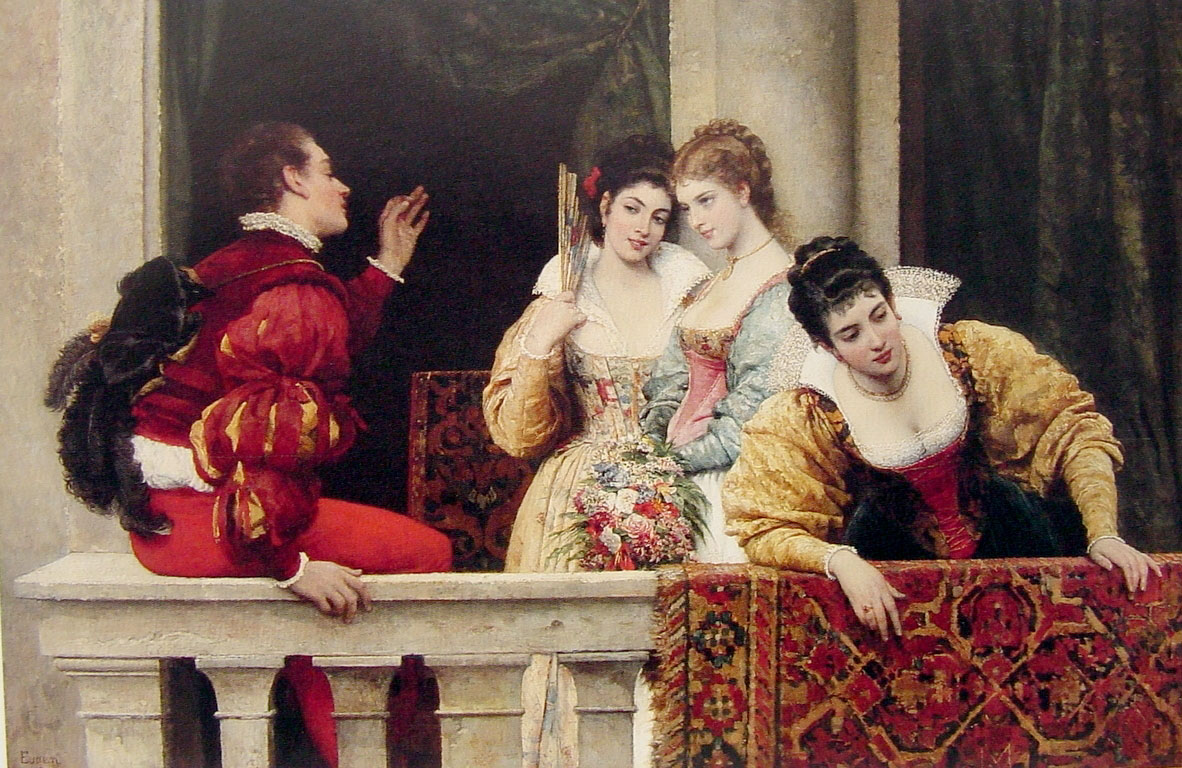
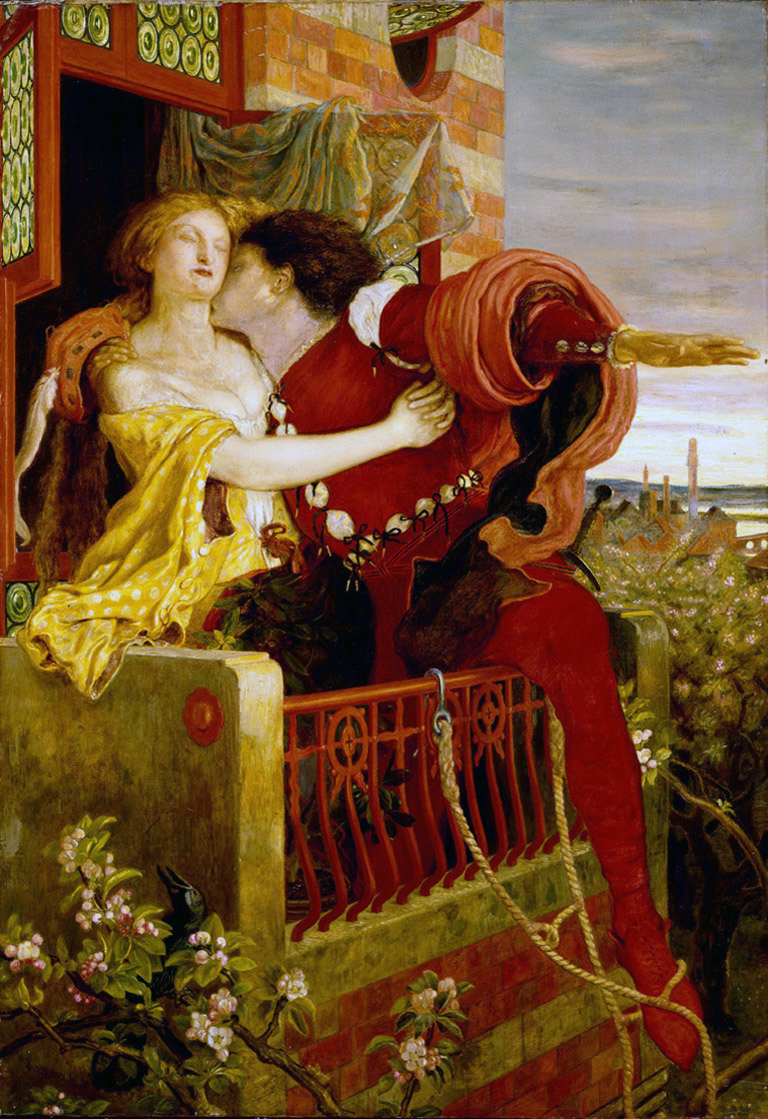
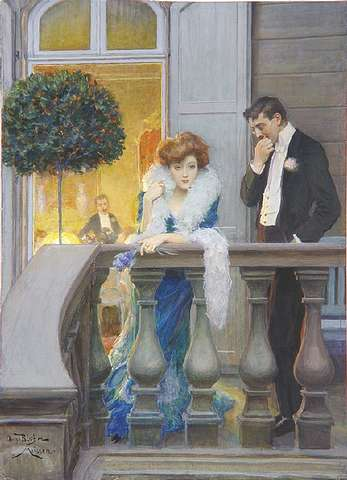
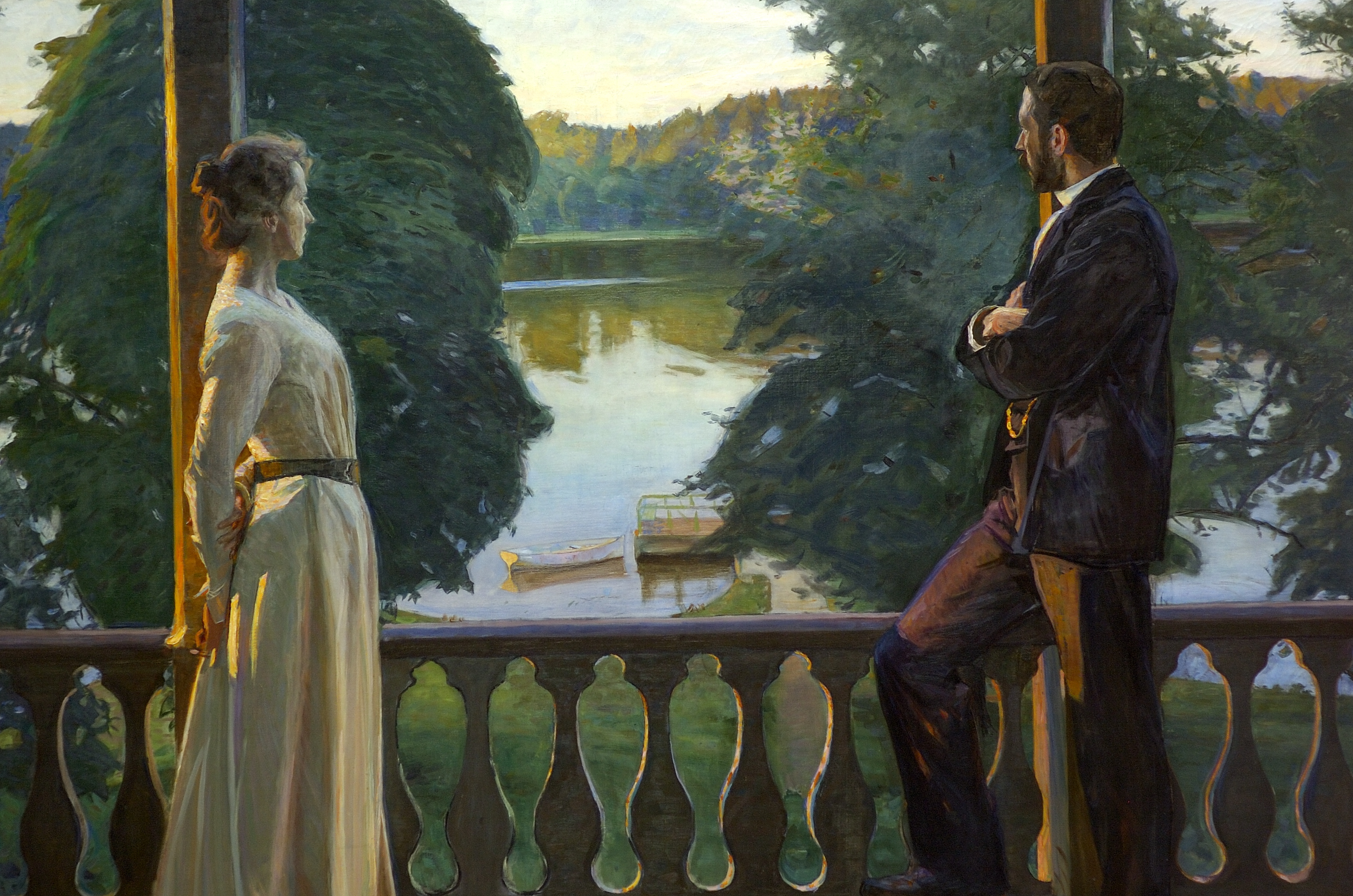
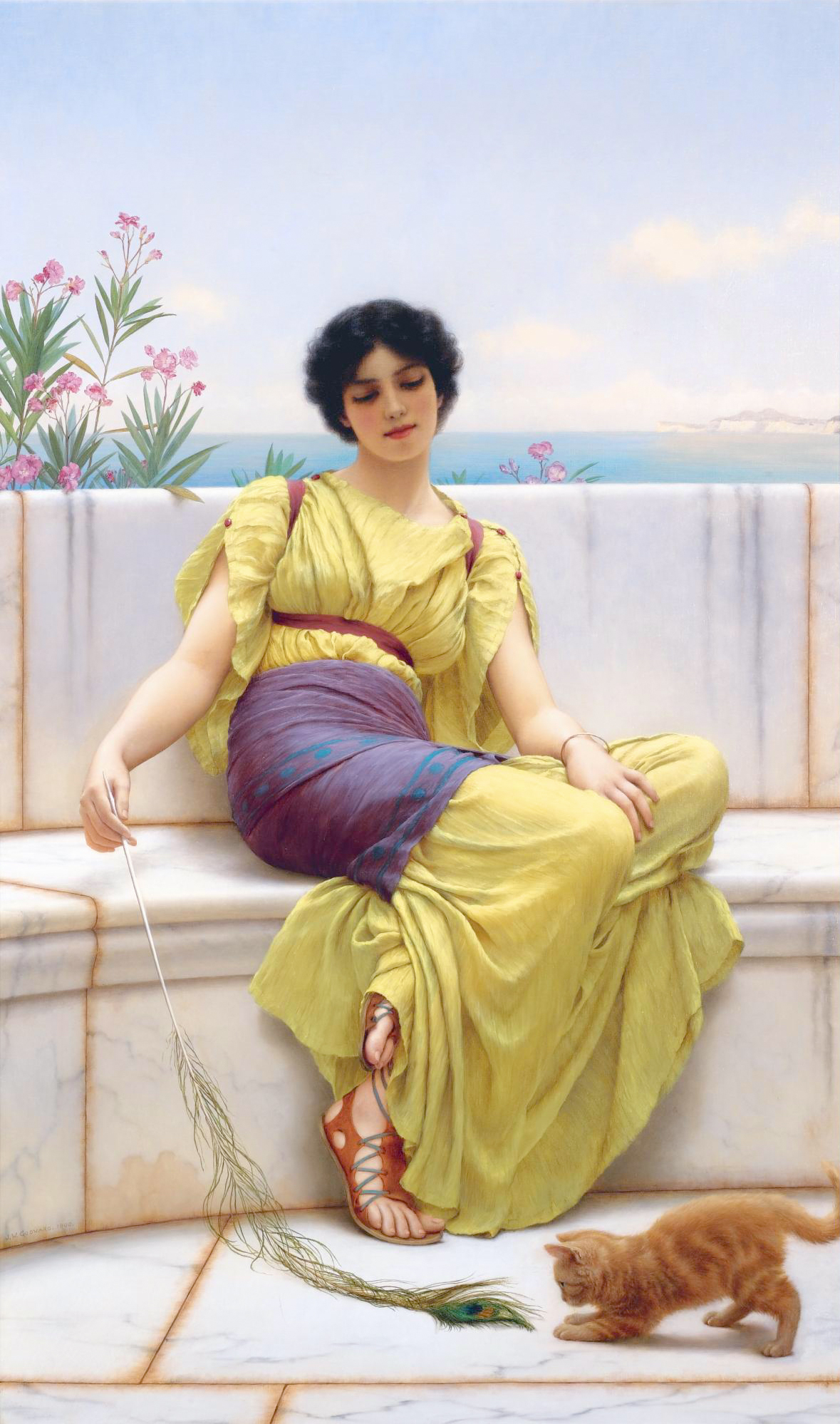
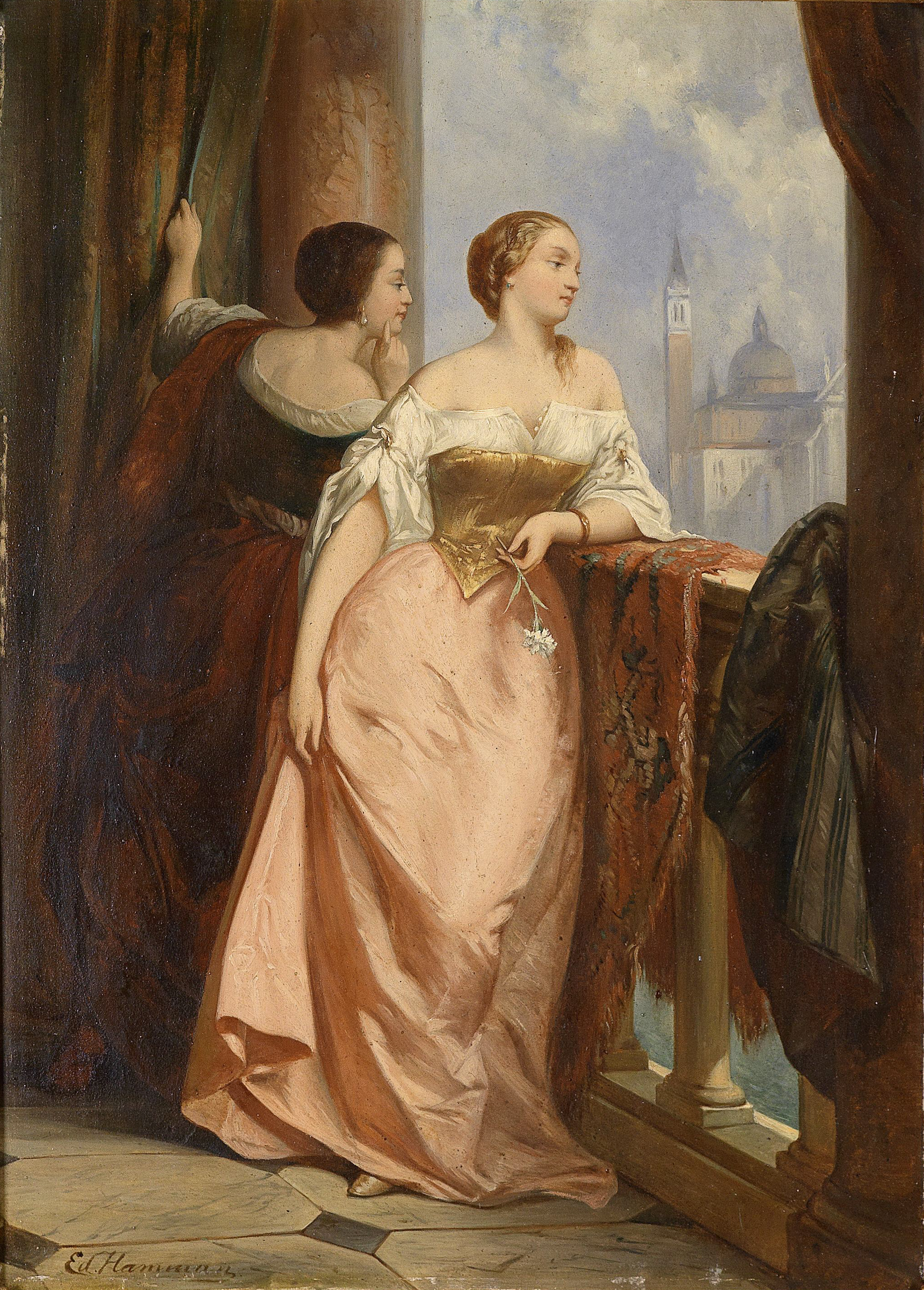
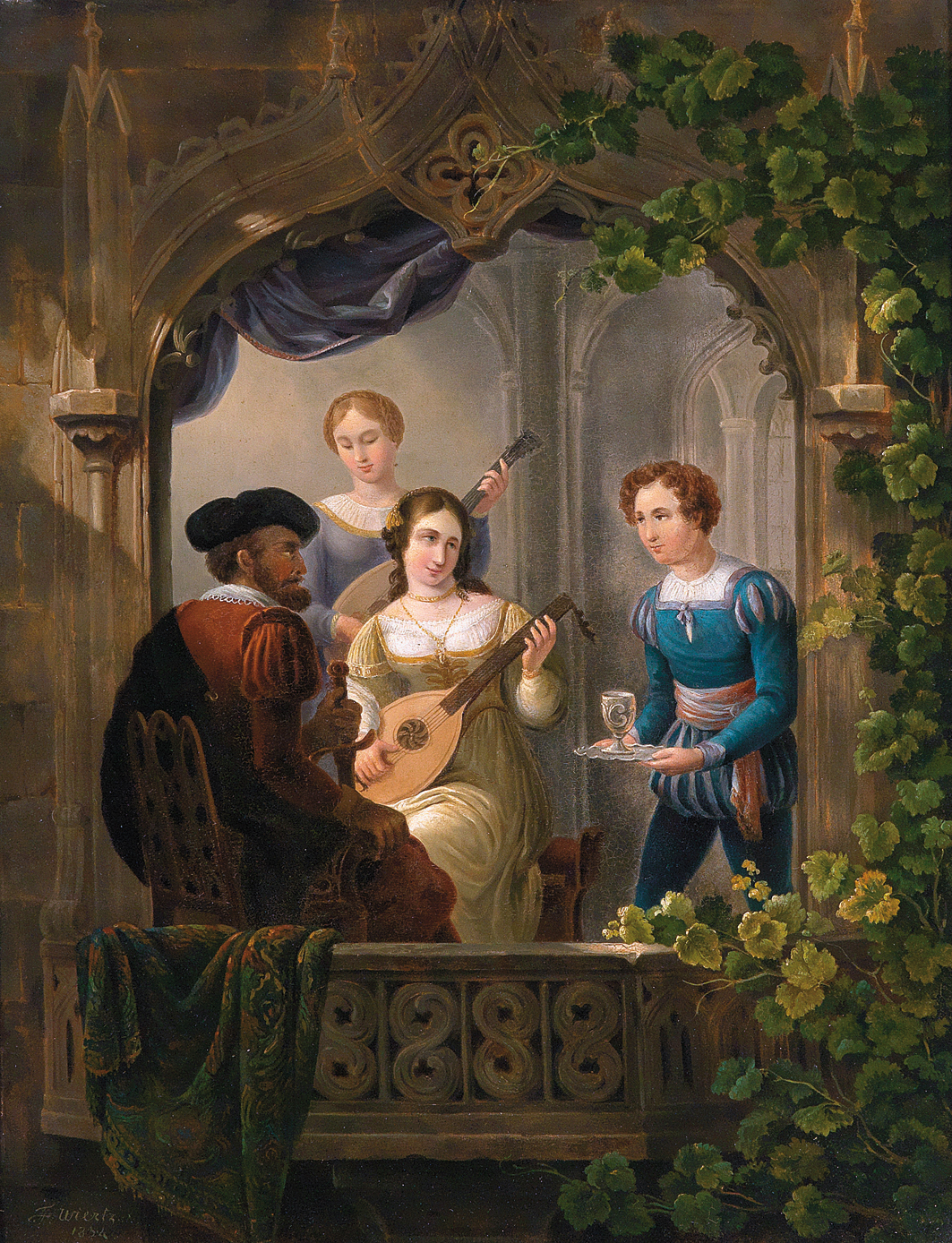